# Triphyllia koenigi
Triphyllia koenigi is een keversoort uit de familie boomzwamkevers (Mycetophagidae). De wetenschappelijke naam van de soort werd in 1899 gepubliceerd door Edmund Reitter.